# Pyretaulax miltogramma
Pyretaulax miltogramma är en fjärilsart som beskrevs av Edward Meyrick 1921. Pyretaulax miltogramma ingår i släktet Pyretaulax och familjen fransmalar. Inga underarter finns listade i Catalogue of Life.